# Vacario
Vacario (Lombardia, 1120 circa – Inghilterra, 1200 circa) è stato un giurista italiano, celebre per aver introdotto lo studio del diritto romano nell'Inghilterra medievale del XII secolo.

## Biografia
Poco o nulla si conosce delle sue origini famigliari, probabilmente lombarde. Ricevette una formazione prevalentemente giuridica senza però tralasciare altre discipline, cosa che ha fatto supporre che abbia studiato in qualche città della Padania piuttosto che nella più tradizionale Bologna dove l'insegnamento era più centrato sul diritto romano. In ogni caso venne sicuramente a contatto con maestri che utilizzavano i metodi didattici di Irnerio, probabile fondatore della scuola bolognese dei glossatori.
Tra il 1143 e il 1144 dovette conoscere l'arcivescovo di Canterbury Teobaldo di Bec mentre si trovava in Italia il quale decise di prendere con sé Vacario avendo bisogno di un giurista che lo aiutasse nella disputa con il vescovo di Winchester Enrico di Blois. Vacario rimase a servizio di Teobaldo fino al 1159, prendendo probabilmente anche gli ordini sacri nel frattempo, e con lui presenziò anche al Concilio di Reims che si tenne tra il 1148 e il 1149. Probabilmente, ma non è certo, fu in questo periodo in cui Vacario iniziò la sua attività di insegnante di diritto romano.
Verso la fine degli anni 1150 fu al servizio dell'arcivescovo di York Rogerio venendo coinvolto nella contesa tra Enrico II d'Inghilterra, sostenuto da Rogerio, e l'arcivescovo di Canterbury Thomas Becket. A seguito dell'assassinio di Becket, nel 1171 Vacario fu inserito da papa Alessandro III tra coloro che dovevano giurare sull'estraneità ai fatti di Rogerio.
Negli stessi anni, Vacario, aveva incrementato la sua attività didattica: risiedendo probabilmente fin dal 1166 a Norwell, dove era a capo di una parrocchia, si può supporre che tenesse le sue lezioni a Lincoln o a Northampton mentre a Oxford potrebbe aver insegnato negli anni successivi. Oramai giurista affermato, ricevette diversi incarichi da parte dei pontefici come giudice in delicate controversie che riguardavano la Chiesa d'Inghilterra. Nel 1198 papa Innocenzo III lo incaricò di promuovere nella regione di York la quarta crociata.
Vacario è ricordato soprattutto per aver introdotto lo studio del corpus iuris civilis di Giustiniano in Inghilterra grazie alla sua opera principale, il Liber pauperum composta probabilmente tra il 1150 e il 1170. Si tratta di una agevole antologia in cui l'autore riposta alcune parti dei testi giustinianei commentandoli con glosse come era a quel tempo consuetudine nelle scuole giuridiche del continente. Si trattava, inoltre, di uno scritto "aperto", cioè da completarsi da parte degli studenti in base alle loro esigenze e alle indicazioni del docente. L'opera fu pensata anche per essere economicamente accessibile per gli studenti meno abbienti riuscendo a condensare in un unico tomo le parti più importanti del corpus iuris a differenza dei numerosi volumi utilizzati abitualmente nelle scuole bolognesi.